# André Chollet
Pour les articles homonymes, voir Chollet.
André Chollet, né le 20 novembre 1830 à Saint-Paulien (Haute-Loire) et mort le 3 septembre 1911 à Saint-Thomas-la-Garde (Loire), est un homme politique français.
Propriétaire terrien, il s'intéresse aux questions viticoles et préside la société de viticulture de la Loire, puis la société d'agriculture. Conseiller général du canton de Saint-Jean-Soleymieux en 1883, il est député de la Loire de 1888 à 1893, siégeant au centre-gauche et soutenant les gouvernements. Il est sénateur de la Loire de 1906 à 1911.
Il meurt le 3 septembre 1911 à Saint-Thomas-la-Garde et est inhumé au cimetière du Père-Lachaise (68e division).

## Sources
- « André Chollet », dans le Dictionnaire des parlementaires français (1889-1940), sous la direction de Jean Jolly, PUF, 1960 [détail de l’édition]